# 朱各庄站
朱各庄站是一个京哈铁路上的铁路车站，位于河北省秦皇岛市昌黎县朱各庄镇，建于1919年，目前为三等站，邮政编码为066602。目前客运：办理旅客乘降；不办理行李、包裹托运；货运：办理整车货物发到；不办理危险货物发到。